# دی. جی. کوترانا
دونالد جوزف کوترانا (انگلیسی: D.J. Cotrona؛ زادۀ ۲۳ مۀ ۱۹۸۰) بازیگر آمریکایی است. او بیشتر برای نقش خود در فیلم جی. آی. جو: تلافی (۲۰۱۳) و ایفای نقش ست گکو در مجموعۀ تلویزیونی ترسناک از گرگ‌ومیش تا سحر شهرت دارد. او نقش پدرو پنا را در دنیای توسعه‌یافته دی‌سی در فیلم‌ شزم! و دنبالۀ آن به تصویر کشید.

## فیلم‌شناسی

### فیلم
| سال  | عنوان                               | نقش                      | توضیحات    |
| ---- | ----------------------------------- | ------------------------ | ---------- |
| ۲۰۰۵ | زهر                                 | شان                      |            |
| ۲۰۰۶ | داروی عشق                           | لوکاس میچل               |            |
| ۲۰۱۰ | جان عزیز                            | نودلز                    |            |
| ۲۰۱۳ | جی. آی. جو: تلافی                   | دشیل آر. فیربورن / فلینت |            |
| ۲۰۱۷ | تام کلنسی گوست ریکان سرزمین‌های وحشی | ریکی ساندوال             | فیلم کوتاه |
| ۲۰۱۹ | شزم!                                | پدرو پنا                 |            |
| ۲۰۲۳ | شزم! خشم خدایان                     | پدرو پنا                 |            |
| ۲۰۲۳ | بچه‌های جاسوس: آرماگدون              | مأمور دولین              |            |

### تلویزیون
| سال       | عنوان                           | نقش           | توضیحات           |
| --------- | ------------------------------- | ------------- | ----------------- |
| ۲۰۰۳      | نظم و قانون: واحد قربانیان ویژه | دونوان آلوارز | قسمت: «سوگ»       |
| ۲۰۰۳–۲۰۰۵ | پوست                            | آدام          | ۸ قسمت            |
| ۲۰۰۶      | ثروت بادآورده                   | شان مدرز      | ۱۳ قسمت           |
| ۲۰۱۰–۲۰۱۱ | دیترویت ۷-۸-۱                   | جان استون     | ۱۶ قسمت           |
| ۲۰۱۴–۲۰۱۶ | از گرگ‌ومیش تا سحر: سریال        | ست گکو        | نقش اصلی؛ ۳۰ قسمت |
| ۲۰۲۰      | بهترین‌های لس آنجلس              | لوکا ورون     | ۴ قسمت            |